# Rauðamelsfjall
Rauðamelsfjall är ett berg i republiken Island. Det ligger i regionen Västlandet, 90 km norr om huvudstaden Reykjavík. Toppen på Rauðamelsfjall är 446 meter över havet. Rauðamelsfjall ingår i Ljósufjöll.
Trakten runt Rauðamelsfjall är nära nog obefolkad, med mindre än två invånare per kvadratkilometer. Trakten runt Rauðamelsfjall består i huvudsak av gräsmarker.